# 喻守初
喻守初（1555年—1623年），字元慎，號秉吾，湖廣荆州府石首縣人，明朝政治人物。

## 生平
萬曆十三年（1585年）乙酉湖廣乡试举人，三十五年（1607年）丁未科進士，授河間府推官，平反被處死的數十人，三十九年丁継母蕭氏憂去職。四十一年起补永平府推官，四十二年五月，擢兵部車駕司主事，泰昌元年（1620）晋员外、郎中。天启二年（1622）正月，升山东右参政，期間公正執法，人稱有德長者，三年卒官。

## 家族
曾祖喻宗良。祖父喻廉。父喻梦夏，壽官。母萬氏，継母蕭氏。慈侍下。弟守謙、泰初、完初。
孙喻上猷，崇禎四年進士。